# .re
.re is het achtervoegsel van domeinnamen van Réunion. Samen met .fr en .tf wordt .re beheerd door AFNIC.
Organisaties en individuen van buiten Réunion mochten van AFNIC eerst geen .re-namen registreren, echter zijn deze regels sinds 6 december 2011 veranderd.